# Totowa
Totowa és una població dels Estats Units a l'estat de Nova Jersey. Segons el cens del 2007 tenia 10.602 habitants.

## Demografia
Segons el cens del 2000, Totowa tenia 9.892 habitants, 3.539 habitatges, i 2.643 famílies. La densitat de població era de 954,8 habitants/km².
Dels 3.539 habitatges en un 26,4% hi vivien nens de menys de 18 anys, en un 60,3% hi vivien parelles casades, en un 10,5% dones solteres, i en un 25,3% no eren unitats familiars. En el 21,8% dels habitatges hi vivien persones soles el 12,5% de les quals corresponia a persones de 65 anys o més que vivien soles. El nombre mitjà de persones vivint en cada habitatge era de 2,63 i el nombre mitjà de persones que vivien en cada família era de 3,09.
Per edats la població es repartia de la següent manera: un 18,3% tenia menys de 18 anys, un 7% entre 18 i 24, un 28,3% entre 25 i 44, un 25,1% de 45 a 60 i un 21,4% 65 anys o més.
L'edat mediana era de 43 anys. Per cada 100 dones de 18 o més anys hi havia 85,6 homes.
La renda mediana per habitatge era de 60.408 $ i la renda mediana per família de 69.354 $. Els homes tenien una renda mediana de 44.462 $ mentre que les dones 33.869 $. La renda per capita de la població era de 26.561 $. Aproximadament el 0,8% de les famílies i el 4,1% de la població estaven per davall del llindar de pobresa.

## Poblacions properes
El següent diagrama mostra les poblacions més properes.